# Nati il 14 maggio
| Questa pagina contiene informazioni ricavate automaticamente dalle voci biografiche con l'ausilio del template Bio e di un bot. L'aggiornamento è periodico e automatico e ricostruisce completamente la pagina. Se manca una persona in questa lista, sei pregato di non aggiungerla, ma accertati piuttosto che la sua voce biografica contenga il template Bio e che i dati anagrafici siano correttamente compilati. Se il template Bio manca, inseriscilo tu stesso o, in alternativa, metti l'avviso {{tmp\|Bio}} che ne segnala la mancanza. Se i dati riportati sono sbagliati, correggi direttamente la voce biografica; le modifiche saranno visibili in questa lista entro pochi giorni. Per chiarimenti vedi il progetto biografie. La lista contiene solo le 1.142 persone che sono citate nell'enciclopedia e per le quali è stato implementato correttamente il template Bio. Pagina aggiornata al 17 ago 2025. |

## XIV secolo(1)
- 1316 - Carlo IV di Lussemburgo, sovrano († 1378)

## XV secolo(2)
- 1414 - Francesco I di Bretagna, nobile francese († 1450)
- 1481 - Roberto del Palatinato, vescovo cattolico e generale tedesco († 1503)

## XVI secolo(7)
- 1540 - Paolo Paruta, storico, politico e diplomatico italiano († 1598)
- 1540 - Bartolomeo Sculteto, giudice, matematico e astronomo tedesco († 1614)
- 1553 - Margherita di Valois, regina francese († 1615)
- 1563 - Pier Maria Cecchini, attore teatrale italiano († 1645)
- 1574 - Francesco Rasi, compositore, poeta e tenore italiano († 1621)
- 1589 - François Sublet de Noyers, politico e nobile francese († 1645)
- 1594 - Francesco di Ferdinando de' Medici, nobile italiano († 1614)

## XVII secolo(15)
- 1605 - Borso d'Este, militare italiano († 1657)
- 1606 - Agnese d'Assia-Kassel, principessa († 1650)
- 1633 - Bonifazio Rangoni, politico italiano († 1696)
- 1643 - Giacomo Amato, architetto italiano († 1732)
- 1644 - Marquard Sebastian Schenk von Stauffenberg, vescovo cattolico tedesco († 1693)
- 1648 - René de Froulay de Tessé, militare e diplomatico francese († 1725)
- 1666 - Vittorio Amedeo II di Savoia, re († 1732)
- 1669 - Pietro Priuli, cardinale e vescovo cattolico italiano († 1728)
- 1680 - Mikkel Bille, ammiraglio danese († 1756)
- 1681 - Vincenzo Sacco, giurista italiano († 1744)
- 1688 - Rémy Ceillier, abate francese († 1763)
- 1693 - Giacinto Ferrero-Fieschi, ammiraglio, diplomatico e nobile italiano († 1750)
- 1693 - Nicolò Figlia, scrittore e presbitero italiano († 1769)
- 1699 - Hans Joachim von Zieten, generale prussiano († 1786)
- 1700 - Mary Delany, artista inglese († 1788)

## XVIII secolo(33)
- 1701 - William Emerson, matematico inglese († 1782)
- 1707 - António Teixeira, compositore portoghese
- 1710 - Adolfo Federico di Svezia, sovrano († 1771)
- 1718 - Mario Gioffredo, architetto, ingegnere e incisore italiano († 1785)
- 1726 - Francesco Cantuti Castelvetri, poeta e letterato italiano († 1777)
- 1726 - Ludovico Manin, doge († 1802)
- 1727 - Thomas Gainsborough, pittore inglese († 1788)
- 1729 - Fabiano Blascovich, vescovo cattolico dalmata
- 1737 - George Macartney, politico e diplomatico britannico († 1806)
- 1739 - Paine Wingate, politico statunitense († 1838)
- 1741 - Christian Schkuhr, botanico tedesco († 1811)
- 1742 - Nathan Brownson, medico e politico statunitense († 1796)
- 1743 - Richard Earlom, incisore e pittore inglese († 1822)
- 1743 - Louis le Bègue du Presle Duportail, politico, generale e nobile francese († 1802)
- 1748 - Franz Joseph von Albini, diplomatico, militare e politico austriaco († 1816)
- 1752 - Albrecht Thaer, agronomo tedesco († 1828)
- 1759 - Luigi I del Liechtenstein, principe († 1805)
- 1760 - Giuseppe Teosa, pittore italiano († 1848)
- 1761 - Samuel Dexter, politico statunitense († 1816)
- 1761 - Adelaide Filleul, nobildonna e scrittrice francese († 1836)
- 1768 - George Frederick Nott, teologo e letterato inglese († 1841)
- 1771 - Lucio Caracciolo, generale e nobile italiano († 1833)
- 1771 - Robert Owen, inventore, imprenditore e sindacalista britannico († 1858)
- 1771 - Thomas Wedgwood, scienziato e inventore britannico († 1805)
- 1772 - William Keppel, IV conte di Albemarle, nobile e politico inglese († 1849)
- 1774 - Thomas Pakenham, II conte di Longford, nobile irlandese († 1835)
- 1778 - Onorato V di Monaco, principe († 1841)
- 1780 - Jules de Polignac, nobile e politico francese († 1847)
- 1783 - Giuseppe Jappelli, ingegnere e architetto italiano († 1852)
- 1794 - Friedrich Ludwig Abel, musicista tedesco († 1820)
- 1796 - Andrea Cuffaro, patriota italiano († 1860)
- 1800 - William Railton, architetto inglese († 1877)
- 1800 - Adrien Gabriel Gaudin de Villaine, generale francese († 1876)

## XIX secolo(157)
- 1802 - Carlo Caccia Dominioni, vescovo cattolico italiano († 1866)
- 1802 - Frédéric Jules Sichel, medico e entomologo tedesco († 1868)
- 1805 - Johan Peter Emilius Hartmann, compositore danese († 1900)
- 1810 - Francisco de Paula Benavides y Navarrete, cardinale e arcivescovo cattolico spagnolo († 1895)
- 1811 - Abraham C. Myers, militare statunitense († 1889)
- 1812 - Costache Negri, politico, patriota e scrittore romeno († 1876)
- 1812 - Charles William Russell, presbitero e saggista irlandese († 1880)
- 1814 - Siméon-François Berneux, missionario, vescovo cattolico e santo francese († 1866)
- 1815 - Domenico Induno, pittore italiano († 1878)
- 1816 - Bernardino Faustini, politico e patriota italiano († 1887)
- 1816 - Gualtiero Sanelli, compositore e tenore italiano († 1861)
- 1817 - Giuseppe Poli, scultore italiano
- 1820 - Thomas Henry Selby, politico statunitense († 1875)
- 1820 - Louise-Thérèse de Montaignac de Chauvance, religiosa francese († 1885)
- 1821 - Ferdinando Maria Baccilieri, presbitero italiano († 1893)
- 1821 - Federico Ferdinando d'Asburgo-Teschen, ammiraglio austriaco († 1847)
- 1824 - Beniamino Caso, patriota e politico italiano († 1883)
- 1826 - Jean François Théophile Pépin, matematico francese († 1904)
- 1828 - Tancredi Canonico, giurista e politico italiano († 1908)
- 1828 - Adalbert von Waltenhofen, fisico austriaco († 1914)
- 1832 - Giustiniano Lebano, avvocato, patriota e esoterista italiano († 1910)
- 1832 - Rudolph Otto Sigismund Lipschitz, matematico tedesco († 1903)
- 1833 - James Donald Cameron, politico statunitense († 1918)
- 1835 - Georg Christian Franz von Lobkowitz, politico boemo († 1908)
- 1835 - William Meredith, compositore di scacchi statunitense († 1903)
- 1837 - George S. Carr, matematico britannico († 1914)
- 1839 - Enrico Crocini, politico italiano († 1916)
- 1839 - Edward O'Brien, XIV barone Inchiquin, politico inglese († 1900)
- 1841 - Giovanni Codronchi Argeli, politico e prefetto italiano († 1907)
- 1841 - Celestino Schiaparelli, arabista e linguista italiano († 1919)
- 1844 - Aleksandr Vasil'evič Kaul'bars, generale e esploratore russo († 1925)
- 1846 - Pieter Cort van der Linden, politico olandese († 1935)
- 1846 - Giovanni De Berardinis, matematico italiano († 1937)
- 1846 - Antonio Piccinni, pittore e incisore italiano († 1920)
- 1848 - Bonifaciu Florescu, scrittore, critico letterario e traduttore rumeno († 1899)
- 1848 - Rudolf Weil, bibliotecario e numismatico tedesco († 1914)
- 1849 - Léon Paul Choffat, geologo e paleontologo svizzero († 1919)
- 1850 - Alva Adams, politico statunitense († 1922)
- 1852 - Marie Émile Fayolle, generale francese († 1928)
- 1852 - Alton Brooks Parker, avvocato e politico statunitense († 1926)
- 1852 - Felice Ramorino, latinista, saggista e traduttore italiano († 1929)
- 1853 - Hall Caine, scrittore e drammaturgo britannico († 1931)
- 1854 - Luigi Alpago-Novello, medico, letterato e storico italiano († 1943)
- 1854 - Laura Pochin, nobildonna e attivista inglese († 1933)
- 1854 - Maria di Meclemburgo-Schwerin, nobile († 1920)
- 1855 - Francesco Marconi, tenore italiano († 1916)
- 1856 - Mary Joseph Dempsey, religiosa e infermiera statunitense († 1939)
- 1857 - Edwin Lester Arnold, scrittore di fantascienza inglese († 1935)
- 1857 - Robert Tuttle Morris, chirurgo statunitense († 1945)
- 1858 - Anthon van Rappard, pittore olandese († 1892)
- 1860 - Otto Liebe, politico danese († 1929)
- 1860 - Bruno Liljefors, pittore svedese († 1939)
- 1861 - Gabriel Franz Marenzi von Tagliuno und Talgate, generale austro-ungarico († 1934)
- 1863 - John Charles Fields, matematico canadese († 1932)
- 1863 - Vilém Mrštík, scrittore ceco († 1912)
- 1865 - Max Herrmann, storico tedesco († 1942)
- 1865 - Gaetano Savasta, presbitero, storico e scrittore italiano († 1922)
- 1866 - Alice Boughton, fotografa statunitense († 1943)
- 1867 - Kurt Eisner, giornalista e politico tedesco († 1919)
- 1867 - Adam Stefan Sapieha, cardinale e arcivescovo cattolico polacco († 1951)
- 1868 - Magnus Hirschfeld, medico e scrittore tedesco († 1935)
- 1868 - Vladimir Vazov, generale e politico bulgaro († 1945)
- 1869 - Amilcare Bietti, medico italiano († 1930)
- 1869 - Nelson le Follet, illusionista e trasformista italiano († 1943)
- 1869 - Nikola Mušmov, numismatico e museologo bulgaro († 1942)
- 1869 - Arthur Rostron, comandante marittimo e militare britannico († 1940)
- 1871 - Febo Borromeo d'Adda, politico italiano († 1945)
- 1872 - Michail Semënovič Cvet, botanico russo († 1919)
- 1872 - Elia Dalla Costa, cardinale e arcivescovo cattolico italiano († 1961)
- 1872 - Marcel Renault, pilota automobilistico e imprenditore francese († 1903)
- 1874 - Giuseppe Armanini, tenore italiano († 1915)
- 1874 - Polaire, cantante, attrice teatrale e attrice cinematografica francese († 1939)
- 1874 - Ernesto Marenghi, agronomo italiano († 1925)
- 1874 - Simeon Roksandić, scultore serbo († 1943)
- 1875 - José Santos Chocano, poeta, scrittore e diplomatico peruviano († 1934)
- 1875 - Beppo Levi, matematico italiano († 1961)
- 1876 - Attilio Fontana, avvocato, giornalista e politico italiano († 1936)
- 1876 - Alfred Kappelmacher, filologo classico austriaco († 1932)
- 1877 - Clyde Purnell, calciatore inglese († 1934)
- 1878 - Georges Garnier, calciatore, velocista e mezzofondista francese († 1936)
- 1879 - Fred Engelhardt, triplista e lunghista statunitense († 1942)
- 1879 - Andrej Vladimirovič Romanov, nobile russo († 1956)
- 1880 - Elsbeth Ebertin, astrologa tedesca († 1944)
- 1880 - B. C. Forbes, giornalista e scrittore scozzese († 1954)
- 1880 - Wilhelm List, generale tedesco († 1971)
- 1880 - Augusto Sartori, pittore e insegnante svizzero († 1957)
- 1881 - Julian Eltinge, showman, cabarettista e attore statunitense († 1941)
- 1881 - Bruto Seghettini, dirigente sportivo, allenatore di calcio e calciatore francese († 1975)
- 1881 - Ed Walsh, giocatore di baseball e allenatore di baseball statunitense († 1959)
- 1881 - Xhelal Zogu, politico albanese († 1944)
- 1882 - Romano Romanelli, scultore italiano († 1968)
- 1882 - Mokichi Saitō, poeta e psichiatra giapponese († 1953)
- 1883 - Silvio Barbieri, imprenditore e dirigente sportivo italiano († 1957)
- 1883 - Marino Lazzari, letterato italiano († 1975)
- 1883 - Juan Manén, violinista e compositore spagnolo († 1971)
- 1883 - Jan Olieslagers, militare e aviatore belga († 1942)
- 1884 - Claude Dornier, ingegnere aeronautico tedesco († 1969)
- 1884 - Antonín Vosátka, calciatore boemo († 1958)
- 1885 - Otto Klemperer, direttore d'orchestra e compositore tedesco († 1973)
- 1886 - Karl Ludwig, calciatore tedesco († 1948)
- 1887 - Luigi Greco, ingegnere italiano († 1964)
- 1887 - Matti Markkanen, ginnasta finlandese († 1942)
- 1887 - Petter Martinsen, ginnasta norvegese († 1972)
- 1887 - William Thomas Porter, arcivescovo cattolico e missionario britannico († 1966)
- 1888 - Lucien Berland, entomologo e aracnologo francese († 1962)
- 1888 - Minotti Bøhn, calciatore norvegese († 1975)
- 1888 - Percy Courtman, nuotatore britannico († 1917)
- 1888 - Riccardo Decima, dirigente d'azienda italiano († 1945)
- 1888 - Erik Larsson, tiratore di fune svedese († 1934)
- 1888 - Miles Mander, attore, regista e sceneggiatore britannico († 1946)
- 1888 - Josef Karel Matocha, arcivescovo cattolico ceco († 1961)
- 1888 - Daniele Pescarolo, militare italiano
- 1888 - Hans Martin Pippart, militare e aviatore tedesco († 1918)
- 1888 - Simon Sabiani, politico e militare francese († 1956)
- 1890 - Llewellyn Woodward, storico britannico († 1971)
- 1892 - Kaarlo Mäkinen, lottatore finlandese († 1980)
- 1892 - Cesare Rossi, generale italiano († 1945)
- 1893 - Menotti Corallo, scrittore e drammaturgo italiano († 1977)
- 1893 - Mario Costella, calciatore italiano († 1973)
- 1893 - Marie-Joseph Kampé de Fériet, matematico francese († 1982)
- 1893 - Hilde Lion, sociologa e educatrice tedesca († 1970)
- 1893 - Ragnar Malm, ciclista su strada svedese († 1959)
- 1893 - Antonio Pizzuto, scrittore e traduttore italiano († 1976)
- 1893 - Louis Verneuil, drammaturgo francese († 1952)
- 1893 - Ivan Aleksandrovič Vyšnegradskij, compositore russo († 1979)
- 1894 - Alfred Aberdam, pittore ucraino († 1963)
- 1894 - Vincenzo Bavaro, politico italiano († 1974)
- 1894 - Algeri Marino, ingegnere italiano († 1967)
- 1895 - Torquato Baglioni, politico italiano († 1968)
- 1895 - Rachel Bespaloff, filosofa francese († 1949)
- 1895 - Caro Caratti, pittore italiano († 1980)
- 1895 - Elemer Hirsch, calciatore rumeno († 1953)
- 1895 - Maurice Lehmann, attore e impresario teatrale francese († 1974)
- 1895 - Luigi Marino, calciatore italiano († 1980)
- 1895 - Albert White, tuffatore statunitense († 1982)
- 1896 - Paolo Caccia Dominioni, militare, partigiano e ingegnere italiano († 1992)
- 1896 - Bryan Hines, lottatore statunitense († 1964)
- 1896 - Paolo Signorini, militare italiano († 1943)
- 1897 - Guido Alberti, calciatore italiano († 1918)
- 1897 - Sidney Bechet, sassofonista, clarinettista e compositore statunitense († 1959)
- 1897 - Hans Imelmann, aviatore tedesco († 1917)
- 1897 - Antonio Maria Nardi, pittore e illustratore italiano († 1973)
- 1897 - Roberto Oros di Bartini, ingegnere aeronautico italiano († 1974)
- 1897 - Edward Ricketts, biologo, ecologo e filosofo statunitense († 1948)
- 1898 - Josef Adolf, combinatista nordico cecoslovacco († 1951)
- 1898 - Oscar Saccorotti, pittore, incisore e decoratore italiano († 1986)
- 1898 - Zutty Singleton, batterista statunitense († 1975)
- 1899 - Charlotte Auerbach, genetista e biologa tedesca († 1994)
- 1899 - Pierre Victor Auger, fisico francese († 1993)
- 1899 - Giovanni Battista Cesana, missionario e vescovo cattolico italiano († 1991)
- 1899 - Earle Combs, giocatore di baseball statunitense († 1976)
- 1899 - Salvatore Pennella, politico e ingegnere italiano
- 1899 - Giovanni Tosi, velocista e calciatore italiano († 1985)
- 1900 - Guido Melli, patologo e immunologo italiano († 1985)
- 1900 - Cesare Polacco, attore e doppiatore italiano († 1986)
- 1900 - Mario Soffici, regista, sceneggiatore e attore italiano († 1977)
- 1900 - Edgar Wind, storico dell'arte tedesco († 1971)

## XX secolo(892)
- 1901 - Cristoforo d'Assia-Kassel, ufficiale tedesco († 1943)
- 1901 - Gastone Baldi, calciatore e allenatore di calcio italiano († 1971)
- 1901 - Kenzō Kōno, politico e dirigente sportivo giapponese († 1983)
- 1901 - Cesare Martin, calciatore italiano († 1971)
- 1901 - Robert Ritter, medico e psicologo tedesco († 1951)
- 1901 - Hans Stüwe, attore cinematografico, regista teatrale e musicologo tedesco († 1976)
- 1902 - Enrico Benassi, pittore italiano († 1978)
- 1902 - Aldo Ferraresi, violinista italiano († 1978)
- 1902 - Lūcija Garūta, pianista, poeta e compositrice sovietica († 1977)
- 1902 - Antonio Salvarezza, tenore italiano († 1985)
- 1903 - Billie Dove, attrice statunitense († 1997)
- 1904 - Valentino Crosta, calciatore italiano
- 1904 - Alberto Dominutti, giavellottista e discobolo italiano
- 1904 - Hans Albert Einstein, ingegnere svizzero († 1973)
- 1904 - Katharine Elizabeth McBride, psicologa statunitense († 1976)
- 1904 - Lola Todd, attrice statunitense († 1995)
- 1905 - Antonio Berni, pittore e incisore argentino († 1981)
- 1905 - Jean Daniélou, teologo e cardinale francese († 1974)
- 1905 - Jaguaré Bezerra de Vasconcelos, calciatore brasiliano († 1946)
- 1905 - L. R. Johannis, pittore e scrittore italiano († 1968)
- 1905 - Kunio Maekawa, architetto giapponese († 1986)
- 1905 - Fred Sherman, attore statunitense († 1969)
- 1905 - Nikolaj Aleksandrovič Tichonov, politico sovietico († 1997)
- 1906 - James Flavin, attore statunitense († 1976)
- 1907 - Vicente Enrique y Tarancón, cardinale e arcivescovo cattolico spagnolo († 1994)
- 1907 - Antonio Ganduglia, calciatore argentino
- 1907 - Hans von der Groeben, funzionario, politico e giornalista tedesco († 2005)
- 1907 - Ayyub Khan, generale e politico pakistano († 1974)
- 1907 - Hugo Mantel, calciatore tedesco († 1942)
- 1907 - Johnny Moss, giocatore di poker statunitense († 1995)
- 1908 - James B. Clark, regista e montatore statunitense († 2000)
- 1908 - Amy Jagger, ginnasta britannica († 1993)
- 1909 - Alberto Mantelli, musicologo e critico musicale italiano († 1967)
- 1909 - Pierre Marie Phạm Ngọc Chi, vescovo cattolico vietnamita († 1988)
- 1909 - Fëdor Andrianovič Poletaev, partigiano sovietico († 1945)
- 1909 - Godfrey Rampling, velocista britannico († 2009)
- 1909 - Giordano Roggero, calciatore italiano († 1981)
- 1909 - Leopold Roosemont, ciclista su strada belga († 1963)
- 1909 - Reno Strand, cestista e allenatore di pallacanestro statunitense († 1988)
- 1910 - Iuliu Baratky, calciatore e allenatore di calcio rumeno († 1962)
- 1910 - Valerio Pisano, ceramista, incisore e pittore italiano († 1996)
- 1910 - B.S. Pully, comico e attore statunitense († 1972)
- 1910 - Richard Rober, attore statunitense († 1952)
- 1910 - Opilio Rossi, cardinale e arcivescovo cattolico italiano († 2004)
- 1911 - Mario Bianchini, pugile italiano († 1957)
- 1911 - Antonio D'Erchia, vescovo cattolico italiano († 1997)
- 1911 - Matti Lähde, fondista finlandese († 1978)
- 1911 - Hans Münch, medico tedesco († 2001)
- 1911 - Karl Friedrich Titho, militare tedesco († 2001)
- 1911 - Leen Vente, calciatore olandese († 1989)
- 1912 - Giorgio Graffer, ufficiale, aviatore e alpinista italiano († 1940)
- 1912 - Fernand Pouillon, architetto francese († 1986)
- 1912 - Wolfgang Schleif, regista e sceneggiatore tedesco († 1984)
- 1913 - Kōnstantinos Apostolou Doxiadīs, architetto greco († 1975)
- 1913 - Sidney Spence Culbert, esperantista statunitense († 2003)
- 1913 - Robert Duis, cestista tedesco († 1991)
- 1913 - Adolfo Giuntoli, calciatore italiano († 1981)
- 1913 - Elio Grolli, allenatore di calcio e calciatore italiano († 2001)
- 1914 - Cesare Canetta, cestista italiano († 2006)
- 1914 - Egidio Capra, calciatore e allenatore di calcio italiano († 1958)
- 1915 - Pietro Prini, filosofo e storico della filosofia italiano († 2008)
- 1916 - Paola Garelli, partigiana italiana († 1944)
- 1916 - Angelo Grizzetti, allenatore di calcio e calciatore italiano († 1998)
- 1916 - Antonio Musu, regista, produttore cinematografico e sceneggiatore italiano († 1979)
- 1916 - Marco Zanuso, architetto, designer e urbanista italiano († 2001)
- 1917 - Giuliano Gioia, militare e aviatore italiano († 1941)
- 1917 - Salvador Gualtieri, calciatore e allenatore di calcio argentino († 1998)
- 1917 - Lou Harrison, compositore e musicista statunitense († 2003)
- 1917 - William Thomas Tutte, matematico e crittografo britannico († 2002)
- 1918 - June Duprez, attrice britannica († 1984)
- 1918 - James D. Hardy, chirurgo statunitense († 2003)
- 1918 - Eric M. Hassberg, compositore di scacchi statunitense († 1987)
- 1918 - Marie Smith Jones, linguista statunitense († 2008)
- 1919 - Emile de Antonio, regista, produttore cinematografico e attore statunitense († 1989)
- 1919 - Denis Cannan, drammaturgo e sceneggiatore britannico († 2011)
- 1919 - Mario Leporatti, partigiano italiano († 2007)
- 1919 - Ivo Tesi, calciatore italiano
- 1920 - Pier Luigi Bellini delle Stelle, partigiano, avvocato e antifascista italiano († 1984)
- 1920 - Lino Bianchi, musicologo italiano († 2013)
- 1920 - Maurits Coppieters, politico belga († 2005)
- 1920 - Hassan Dehqani-Tafti, vescovo anglicano iraniano († 2008)
- 1920 - Reino Häyhänen, militare e agente segreto sovietico († 1961)
- 1920 - Knud Lundberg, calciatore, cestista e pallamanista danese († 2002)
- 1920 - Roberto Mango, architetto e designer italiano († 2003)
- 1920 - Cosimo Muci, calciatore italiano († 1992)
- 1920 - Mohamed Oufkir, generale e politico marocchino († 1972)
- 1920 - Bruno Schacherl, giornalista, traduttore e antifascista italiano († 2015)
- 1921 - Ely do Amparo, calciatore brasiliano († 1991)
- 1921 - Richard Deacon, attore statunitense († 1984)
- 1921 - Maria Michi, attrice italiana († 1980)
- 1922 - Agha Hasan Abedi, banchiere pakistano († 1995)
- 1922 - Sinan Hasani, politico jugoslavo († 2010)
- 1922 - Franjo Tuđman, politico e militare croato († 1999)
- 1922 - Bruno Zucchelli, calciatore italiano
- 1923 - André Albault, medico e esperantista francese († 2017)
- 1923 - Renato Lodi, generale italiano († 2022)
- 1923 - Adnan Pachachi, politico e diplomatico iracheno († 2019)
- 1923 - Alfredo Pieroni, giornalista e scrittore italiano († 2011)
- 1923 - Duke Reid, produttore discografico giamaicano († 1976)
- 1923 - Mrinal Sen, regista indiano († 2018)
- 1923 - Ali Uras, cestista e dirigente sportivo turco († 2012)
- 1924 - Brad Anderson, fumettista statunitense († 2015)
- 1924 - Kenneth V. Jones, britannico († 2020)
- 1924 - Bruno Sutkus, militare lituano († 2003)
- 1925 - Alvin Epstein, attore, mimo e regista teatrale statunitense († 2018)
- 1925 - Arnaldo Faccioli, ciclista su strada italiano († 2016)
- 1925 - Vern Gardner, cestista e allenatore di pallacanestro statunitense († 1987)
- 1925 - François Maistre, attore francese († 2016)
- 1925 - Patrice Munsel, soprano statunitense († 2016)
- 1925 - Yuval Ne'eman, fisico e politico israeliano († 2006)
- 1925 - István Nemeskürty, storico, scrittore e sceneggiatore ungherese († 2015)
- 1925 - Federico Riu, filosofo venezuelano († 1985)
- 1925 - Félix Roosemont, cestista belga
- 1925 - Ninian Sanderson, pilota automobilistico britannico († 1985)
- 1926 - Mario Caraffini, politico italiano († 2016)
- 1926 - Fabio Frugali, calciatore italiano († 2004)
- 1926 - Brian G. W. Manning, astronomo britannico († 2011)
- 1926 - André Maranne, attore francese († 2021)
- 1926 - Rossano Marchioni, partigiano italiano († 1944)
- 1926 - Alfred Obschernikat, pallanuotista tedesco († 2005)
- 1926 - Alfredo Pascazi, pittore e scultore italiano († 1995)
- 1926 - Carol Marsh, attrice britannica († 2010)
- 1927 - Walter Aquenza, fumettista e illustratore italiano († 2009)
- 1927 - Herbert W. Franke, scrittore di fantascienza austriaco († 2022)
- 1927 - Eric Morecambe, comico inglese († 1984)
- 1927 - Mario Piovano, fisarmonicista, compositore e cantante italiano († 2013)
- 1928 - Graziano Arrighetti, filologo classico, grecista e traduttore italiano († 2017)
- 1928 - Władysław Hasior, scultore e pittore polacco († 1999)
- 1928 - Henry McGee, attore, comico e personaggio televisivo britannico († 2006)
- 1928 - Pere Tena i Garriga, vescovo cattolico spagnolo († 2014)
- 1929 - Gump Worsley, hockeista su ghiaccio canadese († 2007)
- 1930 - Bruno Ambrosi, giornalista e politico italiano († 2014)
- 1930 - Ali Ammar, rivoluzionario algerino († 1957)
- 1930 - Emmanuel Anati, archeologo italiano
- 1930 - James Beck, storico dell'arte statunitense († 2007)
- 1930 - María Irene Fornés, drammaturga cubana († 2018)
- 1930 - Gary Glick, giocatore di football americano statunitense († 2015)
- 1930 - Bonifácio José Tamm de Andrada, politico brasiliano († 2021)
- 1931 - Zoltán Huszárik, regista e sceneggiatore ungherese († 1981)
- 1931 - Serge Leroy, regista e sceneggiatore francese († 1993)
- 1931 - Egon Loy, ex calciatore tedesco
- 1931 - Alvin Lucier, compositore statunitense († 2021)
- 1931 - János Molnár, calciatore ungherese († 2000)
- 1931 - Václav Pšenička, sollevatore cecoslovacco († 2015)
- 1931 - Eleonore von Trapp, cantante austriaca († 2021)
- 1932 - Klaus Bodinger, nuotatore tedesco († 1994)
- 1932 - Richard Estes, pittore statunitense
- 1932 - Bob Johnston, produttore discografico statunitense († 2015)
- 1932 - Guido Mazzinghi, pugile italiano († 1996)
- 1932 - Giuseppe Rosato, poeta, scrittore e critico letterario italiano
- 1932 - Kenji Sahara, attore giapponese
- 1933 - Charles Antrobus, politico sanvincentino († 2002)
- 1933 - Vladas Douksas, calciatore uruguaiano († 2007)
- 1933 - Giuseppe Farese, germanista e traduttore italiano
- 1933 - László Kovács, fotografo e direttore della fotografia ungherese († 2007)
- 1933 - Vladimiro Missaglia, fumettista, architetto e editore italiano († 2008)
- 1933 - Siân Phillips, attrice britannica
- 1934 - Eric Caldow, calciatore scozzese († 2019)
- 1934 - Nikolaj Gusakov, combinatista nordico sovietico († 1991)
- 1934 - Aurelio Milani, calciatore italiano († 2014)
- 1934 - Bernardo Rossi Doria, architetto italiano
- 1935 - Franco Angeli, pittore italiano († 1988)
- 1935 - Mel Charles, calciatore gallese († 2016)
- 1935 - Roque Dalton, poeta, giornalista e rivoluzionario salvadoregno († 1975)
- 1935 - Ivan Milanov Dimitrov, calciatore bulgaro († 2019)
- 1935 - Monty Roberts, etologo statunitense
- 1935 - Irina Turova, velocista sovietica († 2012)
- 1936 - Franca Bettoja, attrice italiana († 2024)
- 1936 - Adriano Ciaffi, politico italiano
- 1936 - Bobby Darin, cantante e attore statunitense († 1973)
- 1936 - Bruno Frison, hockeista su ghiaccio italiano († 2024)
- 1936 - Vittorio Mincato, dirigente d'azienda italiano
- 1936 - Bruno Murari, inventore italiano
- 1936 - Richard John Neuhaus, presbitero, scrittore e teologo canadese († 2009)
- 1936 - Paolo Ormi, direttore d'orchestra, arrangiatore e pianista italiano († 2013)
- 1937 - Enrico Giuseppe Graziani, politico italiano
- 1937 - John Madsen, calciatore danese († 2021)
- 1937 - Nicola Sgrò, direttore d'orchestra e compositore italiano († 2019)
- 1937 - Göran Tunström, scrittore svedese († 2000)
- 1938 - Don Blackburn, hockeista su ghiaccio e allenatore di hockey su ghiaccio canadese († 2023)
- 1938 - Una Canger, linguista danese
- 1938 - Pilade Canuti, calciatore italiano († 2011)
- 1938 - Elżbieta Czyżewska, attrice polacca († 2010)
- 1938 - Arnaldo Dell'Acqua, attore e stuntman italiano († 2024)
- 1938 - Johann Frank, calciatore austriaco († 2010)
- 1938 - Juraj Gracin, storico della letteratura, traduttore e critico letterario croato († 2021)
- 1938 - Yor Milano, attore, conduttore televisivo e conduttore radiofonico svizzero
- 1938 - Waheeda Rehman, attrice indiana
- 1938 - Clive Rowlands, allenatore di rugby a 15 e rugbista a 15 gallese († 2023)
- 1939 - Vladimir Antošin, scacchista sovietico († 1994)
- 1939 - Mohamed Mediène, generale algerino
- 1939 - Aleksandr Petrov, cestista sovietico († 2001)
- 1939 - Veruschka, supermodella e attrice tedesca
- 1940 - Wilhelm Egger, vescovo cattolico italiano († 2008)
- 1940 - Leif Eriksen, calciatore e allenatore di calcio norvegese († 2024)
- 1940 - Valie Export, artista e performance artist austriaca
- 1940 - Renzo Michelini, politico italiano
- 1940 - William Francis Murphy, vescovo cattolico statunitense
- 1940 - Alberto Reynoso, cestista filippino († 2011)
- 1940 - Gianfranco Spisani, politico italiano († 2016)
- 1940 - Tommy Lawrence, calciatore scozzese († 2018)
- 1941 - Habib Galhia, pugile tunisino († 2011)
- 1941 - Ada den Haan, nuotatrice olandese († 2023)
- 1941 - Stephen Krashen, linguista e attivista statunitense
- 1941 - Alessandro Roccati, archeologo e egittologo italiano
- 1942 - Byron Dorgan, politico statunitense
- 1942 - Prentis Hancock, attore britannico († 2025)
- 1942 - Valerij Luk'jančenko, ex schermidore sovietico
- 1942 - John Milner, ex calciatore inglese
- 1942 - Giovanni Morelli, musicologo italiano († 2011)
- 1942 - Tony Pérez, ex giocatore di baseball e allenatore di baseball cubano
- 1942 - Francesco Tabladini, politico italiano († 2009)
- 1942 - Rüdiger Vogler, attore tedesco
- 1943 - Berador Abduraimov, allenatore di calcio e ex calciatore sovietico
- 1943 - Jack Bruce, musicista, compositore e cantante britannico († 2014)
- 1943 - Domenico Di Cresce, politico italiano († 2021)
- 1943 - Girolamo Giardina, botanico italiano († 2006)
- 1943 - José Manuel Urtain, pugile spagnolo († 1992)
- 1943 - Donatella Mazzoleni, architetta e artista italiana
- 1943 - Emil Mihajlov, cestista bulgaro († 2010)
- 1943 - Alan Mollohan, politico statunitense
- 1943 - Ólafur Ragnar Grímsson, politico islandese
- 1943 - Richard Peto, medico e epidemiologo britannico
- 1944 - Roberto Ballini, ex ciclista su strada italiano
- 1944 - Alberto Dell'Acqua, attore, stuntman e circense italiano
- 1944 - Lev Dodin, regista teatrale russo
- 1944 - Klaus Jürgen Bade, storico tedesco
- 1944 - George Lucas, regista, sceneggiatore e produttore cinematografico statunitense
- 1944 - Mario Madiai, pittore italiano
- 1944 - Lisette Malidor, ballerina, attrice e cantante francese
- 1945 - Francesca Annis, attrice britannica
- 1945 - Vladislav Ardzinba, politico abcaso († 2010)
- 1945 - Giulio Giorello, filosofo, storico della scienza e matematico italiano († 2020)
- 1945 - Wolfram Löwe, ex calciatore tedesco orientale
- 1945 - Hannu Paananen, ex cestista finlandese
- 1945 - Fabio Perinei, politico italiano († 2009)
- 1945 - Yochanan Vollach, dirigente sportivo e ex calciatore israeliano
- 1945 - Grigorij Žislin, violinista, violista e docente russo († 2017)
- 1946 - Anna Asp, scenografa svedese
- 1946 - Geoff Brand, ex calciatore neozelandese
- 1946 - Elmar Brok, politico tedesco
- 1946 - Paul Broun, politico e medico statunitense
- 1946 - Carlo Devoti, ex pallavolista e ex multiplista italiano
- 1946 - Costantino Fava, allenatore di calcio e ex calciatore italiano
- 1946 - Claudia Goldin, economista statunitense
- 1946 - Stephen Rerych, ex nuotatore statunitense
- 1946 - Luigi Rossi di Montelera, politico e dirigente d'azienda italiano († 2018)
- 1946 - Joseph Zito, regista, produttore cinematografico e produttore televisivo statunitense
- 1947 - Mauro Colla, ex calciatore italiano
- 1947 - Tamara Dobson, attrice e modella statunitense († 2006)
- 1947 - José Gonzalo Rodríguez Gacha, criminale colombiano († 1989)
- 1947 - Christopher Kriesa, attore statunitense
- 1947 - Pierluigi Lambrugo, ex calciatore italiano
- 1947 - Jon Landau, produttore discografico, critico musicale e dirigente d'azienda statunitense
- 1947 - Nancy Lee Andrews, fotografa e modella statunitense
- 1947 - Mary Morris, scrittrice statunitense
- 1947 - Johann Orsolics, ex pugile austriaco
- 1947 - Anne Wiazemsky, attrice, scrittrice e regista francese († 2017)
- 1948 - Raynald Denoueix, allenatore di calcio e ex calciatore francese
- 1948 - Robert Fuller, ex wrestler statunitense
- 1948 - Gary Hendrix, imprenditore statunitense
- 1948 - Julio Orozco, ex calciatore spagnolo
- 1948 - Bob Woolmer, crickettista inglese († 2007)
- 1949 - Nelli Ferjabnikova, ex cestista e allenatrice di pallacanestro sovietica
- 1949 - Jim Folsom Jr., politico statunitense
- 1949 - David Palterer, architetto, designer e artista israeliano
- 1949 - Giovanni Santucci, vescovo cattolico italiano
- 1949 - Antonio Savino, ex brigatista italiano
- 1949 - Klaus-Peter Thaler, ex ciclista su strada e ciclocrossista tedesco
- 1950 - Bertrand Badie, politologo francese
- 1950 - Mark Blum, attore statunitense († 2020)
- 1950 - Manuel Fernández Amado, allenatore di calcio e ex calciatore spagnolo
- 1950 - Milan Kajkl, hockeista su ghiaccio cecoslovacco († 2014)
- 1950 - Maurice Le Guilloux, ex ciclista su strada francese
- 1950 - Mark Minor, ex cestista statunitense
- 1950 - Giuseppe Petrella, politico italiano
- 1950 - Jackie Speier, politica statunitense
- 1950 - Jill Stein, medico, ambientalista e politica statunitense
- 1950 - Celso Valli, compositore, arrangiatore e produttore discografico italiano († 2025)
- 1951 - Jay Beckenstein, sassofonista statunitense
- 1951 - Oscar Bolaño, calciatore colombiano († 2017)
- 1951 - Giulio Corradi, ex sciatore alpino italiano
- 1951 - Alix Korey, attrice statunitense
- 1951 - Viktor Tjul'kin, politico sovietico
- 1952 - Muhammad Abu al-Qasim al-Zuwai, politico libico
- 1952 - David Byrne, musicista, cantautore e produttore discografico statunitense
- 1952 - Roberto Chevalier, attore, doppiatore e direttore del doppiaggio italiano
- 1952 - Peik Christensen, ex sciatore alpino norvegese
- 1952 - Michael Fallon, politico britannico
- 1952 - Scott Irwin, wrestler statunitense († 1987)
- 1952 - Donald McMonagle, ex astronauta statunitense
- 1952 - Gaetano Antonio Pellegrino, politico italiano
- 1952 - Giovanni Pezzoli, batterista italiano († 2022)
- 1952 - Giovanni Roccotelli, ex calciatore italiano
- 1952 - Emilio Sabattini, politico italiano
- 1952 - Emilio Spaziante, generale italiano
- 1952 - Robert Zemeckis, regista, sceneggiatore e produttore cinematografico statunitense
- 1953 - Luciano Caravani, ex velocista italiano
- 1953 - Tom Cochrane, cantautore e musicista canadese
- 1953 - Wim Mertens, compositore, pianista e chitarrista belga
- 1953 - Paul Shortino, cantante statunitense
- 1953 - Norodom Sihamoni, re cambogiano
- 1954 - Monique Canto-Sperber, filosofa francese
- 1954 - Fulgenzio Ceccon, tecnico del suono italiano
- 1954 - Peter Cestonaro, ex calciatore e allenatore di calcio tedesco
- 1954 - Clive Chin, produttore discografico giamaicano
- 1954 - Nunzio, artista e scultore italiano
- 1954 - Gary Palmer, politico statunitense
- 1954 - Peter John Ratcliffe, medico britannico
- 1954 - Jean-Marie Teno, regista camerunese
- 1955 - Arturo Aiello, vescovo cattolico italiano
- 1955 - Giampiero Artegiani, cantautore, paroliere e produttore discografico italiano († 2019)
- 1955 - Big Van Vader, wrestler statunitense († 2018)
- 1955 - Marie Chouinard, coreografa e ballerina canadese
- 1955 - Svend Didrichsen, ex calciatore norvegese
- 1955 - Kenth Eldebrink, ex giavellottista svedese
- 1955 - Zofija Mazej Kukovič, politica slovena
- 1955 - Wilhelm Molterer, politico austriaco
- 1955 - Marco Nereo Rotelli, artista italiano
- 1955 - Jan Johnsen Sørensen, calciatore e allenatore di calcio danese († 2024)
- 1955 - Robert Tapert, produttore cinematografico, produttore televisivo e sceneggiatore statunitense
- 1955 - Javier Vicuña, ex calciatore spagnolo
- 1956 - Roberto Cosolini, politico italiano
- 1956 - Pierre Danon, imprenditore francese
- 1956 - Refik Memišević, lottatore serbo († 2004)
- 1956 - Ivan Novelli, giornalista, attivista e ambientalista italiano
- 1956 - Maria Luisa Vincenzoni, giornalista italiana († 2023)
- 1957 - Antonio Bernardini, diplomatico italiano
- 1957 - Giuliano Biatta, ex ciclista su strada italiano
- 1957 - Daniela Dessì, soprano italiano († 2016)
- 1957 - William Gregory, ex astronauta statunitense
- 1957 - Jukka Ikäläinen, ex calciatore finlandese
- 1957 - Leilani Jones, attrice e cantante statunitense
- 1957 - Marino Lejarreta, dirigente sportivo e ex ciclista su strada spagnolo
- 1957 - Don O'Riordan, allenatore di calcio e ex calciatore irlandese
- 1957 - Susie Wiles, funzionaria e politica statunitense
- 1958 - Alessandro Antichi, politico italiano
- 1958 - Jane Brucker, attrice statunitense
- 1958 - Sarah Chen, cantante taiwanese
- 1958 - Andrzej Grubba, tennistavolista polacco († 2005)
- 1959 - Stefano Belluzzi, contrabbassista e cantautore italiano
- 1959 - Sandro Bondi, ex politico italiano
- 1959 - Patrick Bruel, cantante, attore e giocatore di poker francese
- 1959 - Markus Büchel, politico liechtensteinese († 2013)
- 1959 - Giancarlo Centi, allenatore di calcio, dirigente sportivo e ex calciatore italiano
- 1959 - Marcel Coraș, ex calciatore rumeno
- 1959 - Maurizio Di Maggio, disc jockey, conduttore radiofonico e viaggiatore italiano
- 1959 - Tony Ford, ex calciatore inglese
- 1959 - Robert Greene, scrittore statunitense
- 1959 - Stewart Hall, allenatore di calcio inglese
- 1959 - Steve Hogarth, cantante e polistrumentista britannico
- 1959 - Brett Leonard, regista, sceneggiatore e produttore cinematografico statunitense
- 1959 - Stefano Malinverni, velocista italiano († 2024)
- 1959 - Stéphane Mertens, pilota motociclistico belga
- 1959 - Frédérique Ries, politica belga
- 1960 - Floreal Edgardo Avellaneda, attivista argentino († 1976)
- 1960 - Carla Longeri, storica dell'arte italiana († 2007)
- 1960 - Alex Masi, chitarrista italiano
- 1960 - Hossein Salami, generale iraniano († 2025)
- 1960 - Simonetta Sommaruga, politica svizzera
- 1960 - Simon Thaur, musicista, produttore cinematografico e attore pornografico austriaco
- 1960 - Carmine Tripodi, carabiniere italiano († 1985)
- 1960 - György Udvardy, arcivescovo cattolico ungherese
- 1960 - Steve Williams, wrestler e giocatore di football americano statunitense († 2009)
- 1960 - Mohamed Zaoui, ex pugile algerino
- 1961 - Costanzo Celestini, allenatore di calcio, dirigente sportivo e ex calciatore italiano
- 1961 - Ulrike Folkerts, attrice tedesca
- 1961 - Nicola Gioitta, gioielliere italiano († 1990)
- 1961 - Lucio Gregoretti, compositore italiano
- 1961 - Jean Leloup, cantante e chitarrista canadese
- 1961 - Primo Maragliulo, allenatore di calcio, dirigente sportivo e ex calciatore italiano
- 1961 - Flavio Mucciante, giornalista italiano
- 1961 - Tim Roth, attore britannico
- 1961 - Valerie Still, ex cestista e allenatrice di pallacanestro statunitense
- 1961 - Jerry Trimble, attore, artista marziale e stuntman statunitense
- 1962 - Ferran Adrià, cuoco spagnolo
- 1962 - Ian Astbury, cantante britannico
- 1962 - Maurizio Crosetti, giornalista e scrittore italiano
- 1962 - C.C. DeVille, chitarrista statunitense
- 1962 - Paoline Ekambi, ex cestista francese
- 1962 - Andrea Forti, ex cestista e procuratore sportivo italiano
- 1962 - Danny Huston, attore e regista statunitense
- 1962 - Afsoon Neginy, dirigente d'azienda italiana
- 1962 - Renata Polverini, sindacalista e politica italiana
- 1962 - Wolfgang Přiklopil, criminale austriaco († 2006)
- 1962 - Paolo Raffaelli, fumettista italiano
- 1962 - Marzia Roncacci, giornalista e conduttrice televisiva italiana
- 1962 - Scialpi, cantante, attore e personaggio televisivo italiano
- 1962 - Jan Urban, allenatore di calcio e ex calciatore polacco
- 1962 - Franco Valussi, fumettista italiano
- 1962 - Mimi Walters, politica statunitense
- 1962 - Antoine de Baecque, critico cinematografico e storico del cinema francese
- 1963 - Marta Cartabia, giurista italiana
- 1963 - Jo Chiarello, cantante italiana
- 1963 - Marianne Denicourt, attrice francese
- 1963 - Paul Easter, ex nuotatore britannico
- 1963 - Roger Houngbédji, arcivescovo cattolico beninese
- 1963 - Giuseppe Masia, comico, cabarettista e cantante italiano
- 1963 - Ignace Murwanashyaka, militare ruandese († 2019)
- 1963 - Santiago Ochipinti, ex cestista e allenatore di pallacanestro paraguaiano
- 1963 - Andrea Orcel, banchiere italiano
- 1963 - Igor' Savočkin, attore russo († 2021)
- 1964 - Walter Berry, ex cestista statunitense
- 1964 - Angelo Consagra, ex calciatore italiano
- 1964 - François Denis, ex calciatore francese
- 1964 - Néstor Gorosito, allenatore di calcio e ex calciatore argentino
- 1964 - James McNeal Kelly, ex astronauta statunitense
- 1964 - Eric Peterson, chitarrista statunitense
- 1964 - Rosen Plevneliev, politico bulgaro
- 1964 - Nancy Sorel, attrice statunitense
- 1964 - Geert Stuyver, vescovo belga
- 1964 - Sandro Vignini, calciatore italiano († 2005)
- 1965 - Jan Berg, ex calciatore norvegese
- 1965 - Eoin Colfer, scrittore irlandese
- 1965 - Arturo García Yale, ex calciatore boliviano
- 1965 - Curtis Harnett, ex pistard canadese
- 1965 - Giuseppe Montalto, poliziotto italiano († 1995)
- 1965 - Erik Paulsen, politico statunitense
- 1965 - Paulos Savva, ex calciatore e allenatore di calcio cipriota
- 1966 - Natalie Batalha, astrofisica statunitense
- 1966 - Fulvio Binetti, musicista italiano
- 1966 - Mike Inez, bassista statunitense
- 1966 - Fab Morvan, cantante e ballerino francese
- 1966 - Marie-Helene Östlund, ex fondista svedese
- 1966 - Juan Miguel Paz, ex schermidore colombiano
- 1966 - Raphael Saadiq, cantante, musicista e produttore discografico statunitense
- 1966 - Pooh Richardson, ex cestista statunitense
- 1966 - Mark Steifensand, schermidore tedesco
- 1967 - Mojca Dežman, ex sciatrice alpina jugoslava
- 1967 - Bettany Hughes, storica e scrittrice inglese
- 1967 - Natasha Kaiser-Brown, ex velocista statunitense
- 1967 - Valeria Marini, showgirl, attrice e imprenditrice italiana
- 1967 - Marina Shpitzindel, ex cestista moldava
- 1967 - Tony Siragusa, giocatore di football americano, attore e imprenditore statunitense († 2022)
- 1967 - Ben Smith, ex giocatore di football americano statunitense
- 1967 - Mona Ullmann, ex atleta paralimpica norvegese
- 1967 - Carlos Isagani Zarate, politico e attivista filippino
- 1968 - Steven Key, ex cestista e allenatore di pallacanestro statunitense
- 1968 - Max Longhi, arrangiatore, compositore e direttore d'orchestra italiano
- 1968 - Mantaur, wrestler statunitense († 2023)
- 1968 - Héctor Milián, ex lottatore cubano
- 1968 - Tony Stanger, ex rugbista a 15, allenatore di rugby a 15 e dirigente sportivo britannico
- 1968 - Gerasimos Voltyrakīs, allenatore di pallanuoto e ex pallanuotista greco
- 1968 - Xu Hong, allenatore di calcio, ex calciatore e ex giocatore di calcio a 5 cinese
- 1969 - Stéphane Adam, ex calciatore francese
- 1969 - Cate Blanchett, attrice e produttrice cinematografica australiana
- 1969 - Gianluca Busato, politico italiano
- 1969 - Thierry Gouvenou, dirigente sportivo e ex ciclista su strada francese
- 1969 - Francis Kurkdjian, profumiere francese
- 1969 - Greg Kurstin, produttore discografico, musicista e compositore statunitense
- 1969 - Raffaella de Riso, giornalista e conduttrice televisiva italiana
- 1969 - Alexandra Ledermann, cavallerizza francese
- 1969 - Sōkratīs Maragkos, ex calciatore cipriota
- 1969 - Snežana Momirov, ex cestista jugoslava
- 1969 - Al'bert Nasibulin, ex sollevatore sovietico
- 1969 - Sabine Schmitz, pilota automobilistica e personaggio televisivo tedesca († 2021)
- 1969 - Shen Li, ex cestista cinese
- 1969 - Saverio Tenuta, fumettista e illustratore italiano († 2023)
- 1970 - Christo Bezuidenhout, ex rugbista a 15 sudafricano
- 1970 - Nicola Fairbrother, ex judoka britannica
- 1970 - Morgan Johansson, politico svedese
- 1970 - Muhamed Konjić, ex calciatore bosniaco
- 1970 - Daniel Lewin, matematico, militare e programmatore statunitense († 2001)
- 1970 - Takehiko Orimo, ex cestista giapponese
- 1970 - Regina Philips, ex judoka tedesca
- 1970 - Gemelli Rayment, attore e artista marziale britannico
- 1970 - Tibor Selymes, allenatore di calcio e ex calciatore rumeno
- 1970 - Ken'ichi Shimokawa, ex calciatore giapponese
- 1970 - Mikel Zarrabeitia, ex ciclista su strada spagnolo
- 1970 - Soria Zeroual, attrice algerina
- 1971 - Deanne Bray, attrice statunitense
- 1971 - Sofia Coppola, regista, sceneggiatrice e attrice statunitense
- 1971 - Odette Di Maio, cantautrice e musicista italiana
- 1971 - Morten Kalvenes, ex calciatore e allenatore di calcio norvegese
- 1971 - Paolo Marzocchi, pianista e compositore italiano
- 1971 - Oséas, ex calciatore brasiliano
- 1971 - Martin Reim, allenatore di calcio e ex calciatore estone
- 1971 - Mike Sorber, allenatore di calcio e ex calciatore statunitense
- 1971 - Il Tusco, cantautore italiano
- 1971 - Sumaya bint al-Hassan, principessa giordana
- 1972 - Gabriel Mann, attore statunitense
- 1972 - Ike Moriz, cantante, cantautore e attore sudafricano
- 1972 - Kirstjen Nielsen, politica statunitense
- 1972 - Salaam Remi, produttore discografico statunitense
- 1972 - Natalia Smirnoff, regista argentina
- 1972 - Tat'jana Snežina, cantante, cantautrice e poetessa russa († 1995)
- 1972 - Jurgita Štreimikytė, ex cestista e allenatrice di pallacanestro lituana
- 1972 - Ben Weber, attore statunitense
- 1972 - Plamen Željazkov, ex sollevatore bulgaro
- 1973 - Cristiano Andrei, ex discobolo italiano
- 1973 - Laurence Andretto, ex tennista francese
- 1973 - Natalie Appleton, cantante canadese
- 1973 - Guendalina Buffon, ex pallavolista italiana
- 1973 - Chris Cleave, scrittore e giornalista britannico
- 1973 - Anders Eriksson, pilota motociclistico svedese
- 1973 - Bjørn Holter, giocatore di calcio a 5 e calciatore norvegese
- 1973 - Nathalie Kosciusko-Morizet, politica francese
- 1973 - Voshon Lenard, ex cestista statunitense
- 1973 - Pierfrancesco Majorino, politico e scrittore italiano
- 1973 - Ugo Mola, ex rugbista a 15 e allenatore di rugby a 15 francese
- 1973 - Francesco Pezzulli, doppiatore, direttore del doppiaggio e attore italiano
- 1973 - Clare Teal, cantante e conduttrice radiofonica britannica
- 1973 - Hakan Ünsal, ex calciatore turco
- 1973 - Loretta Vaccaro, ex cestista italiana
- 1973 - Julian White, rugbista a 15 britannico
- 1973 - Shanice, cantante, attrice e personaggio televisivo statunitense
- 1973 - Mike van de Goor, ex pallavolista olandese
- 1974 - Pierre-Yves André, ex calciatore francese
- 1974 - Espen Daland, ex calciatore norvegese
- 1974 - Dominique Green, statunitense († 2004)
- 1974 - Carla Jimenez, attrice statunitense
- 1974 - Jaroslav Kentoš, allenatore di calcio e ex calciatore slovacco
- 1974 - Alessandro Lettieri, giocatore di curling italiano
- 1974 - János Madarász, allenatore di calcio a 5 e ex giocatore di calcio a 5 ungherese
- 1974 - Daniela Morfino, politica italiana
- 1974 - Bill Tchato, ex calciatore camerunese
- 1974 - Matteo Tosatto, dirigente sportivo e ex ciclista su strada italiano
- 1974 - Thalma de Freitas, attrice, cantante e compositrice brasiliana
- 1975 - Rashid Atkins, ex cestista statunitense
- 1975 - Denis Curzi, maratoneta italiano
- 1975 - Salim Iles, ex nuotatore algerino
- 1975 - Pat Luckey, ex cestista statunitense
- 1975 - Winkler+Noah, fotografa e regista italiana
- 1975 - Massimo Rizzo, allenatore di calcio e ex calciatore svizzero
- 1975 - Nicki Sørensen, dirigente sportivo e ex ciclista su strada danese
- 1975 - Anta Sy, ex cestista senegalese
- 1975 - Svjatoslav Vakarčuk, cantante, musicista e politico ucraino
- 1975 - Christopher Wreh, ex calciatore liberiano
- 1976 - Julien Abraham, regista e sceneggiatore francese
- 1976 - Hunter Burgan, bassista statunitense
- 1976 - Kim Seong-cheol, ex cestista sudcoreano
- 1976 - Natalija Ljapina, ex pallamanista ucraina
- 1976 - Dīmītrīs Marmarinos, ex cestista greco
- 1976 - Martine McCutcheon, attrice e cantante britannica
- 1976 - Gianluca Piredda, giornalista, scrittore e sceneggiatore italiano
- 1976 - Attila Tököli, ex calciatore ungherese
- 1976 - Rodrigo Viligrón, ex calciatore cileno
- 1976 - Vaggelīs Ziagkos, allenatore di pallacanestro greco
- 1977 - Anca Barna, ex tennista tedesca
- 1977 - Claude Crétier, allenatore di sci alpino e ex sciatore alpino francese
- 1977 - Roy Halladay, giocatore di baseball statunitense († 2017)
- 1977 - Jayna Hefford, hockeista su ghiaccio canadese
- 1977 - Jacky Ido, attore francese
- 1977 - Jacopo Morini, artista e personaggio televisivo italiano
- 1977 - Brian Priske, allenatore di calcio e ex calciatore danese
- 1978 - Sébastien Bellin, ex cestista e dirigente sportivo brasiliano
- 1978 - Giorgio Careccia, attore italiano
- 1978 - Alex Ebert, cantante e compositore statunitense
- 1978 - Eddie House, ex cestista statunitense
- 1978 - Assunta Legnante, pesista e discobola italiana
- 1978 - Valentina Lodovini, attrice italiana
- 1978 - André Macanga, allenatore di calcio e ex calciatore angolano
- 1978 - Jairo Martínez, ex calciatore honduregno
- 1978 - Lee McCulloch, allenatore di calcio e ex calciatore scozzese
- 1978 - Dejan Mihevc, allenatore di pallacanestro sloveno
- 1978 - Chie Nakamura, doppiatrice giapponese
- 1978 - Jeff Sarwer, scacchista e giocatore di poker canadese
- 1978 - Julien Simon-Chautemps, ingegnere francese
- 1978 - Elisa Togut, ex pallavolista italiana
- 1978 - Marco Torrieri, ex velocista italiano
- 1978 - Gustavo Varela, ex calciatore uruguaiano
- 1979 - Patrick Apataki, ex calciatore della Repubblica Democratica del Congo
- 1979 - Dan Auerbach, cantautore e chitarrista statunitense
- 1979 - Bleona, cantante, personaggio televisivo e modella albanese
- 1979 - Jamie Draven, attore britannico
- 1979 - Urijah Faber, ex artista marziale misto statunitense
- 1979 - Viviane Forest, sciatrice alpina canadese
- 1979 - Anne Ingstadbjørg, ex biatleta norvegese
- 1979 - Mickaël Landreau, allenatore di calcio e ex calciatore francese
- 1979 - Edwige Lawson-Wade, ex cestista francese
- 1979 - Clinton Morrison, ex calciatore irlandese
- 1979 - Macarena Olona, politica spagnola
- 1979 - Nicoletta Romanoff, attrice italiana
- 1979 - Carlos Tenorio, ex calciatore ecuadoriano
- 1980 - Pablo Álvarez Núñez, ex calciatore spagnolo
- 1980 - Morten Ask, hockeista su ghiaccio norvegese
- 1980 - Catherine Dunnette, schermitrice canadese
- 1980 - Florent Peyre, comico e attore francese
- 1980 - Zdeněk Grygera, dirigente sportivo e ex calciatore ceco
- 1980 - Miyuki Hashimoto, cantante giapponese
- 1980 - Daisuke Ichikawa, ex calciatore giapponese
- 1980 - Berta Bertè, attrice e conduttrice televisiva italiana
- 1980 - Mervana Jugić-Salkić, ex tennista bosniaca
- 1980 - Tor Christian Klaussen, giocatore di calcio a 5 e ex calciatore norvegese
- 1980 - Rodolfo Madrid, ex calciatore cileno
- 1980 - Joe van Niekerk, ex rugbista a 15 sudafricano
- 1980 - Davide Silvestri, ex ciclista su strada italiano
- 1980 - Hugo Southwell, rugbista a 15 scozzese
- 1980 - Gustavo Victoria, ex calciatore colombiano
- 1981 - Ramón Alegre, hockeista su prato spagnolo
- 1981 - Björn Andrae, pallavolista e giocatore di beach volley tedesco
- 1981 - Frédéric Cloutier, allenatore di hockey su ghiaccio e ex hockeista su ghiaccio canadese
- 1981 - Mohamed Diop, ex cestista senegalese
- 1981 - Uri Kokia, ex cestista e allenatore di pallacanestro israeliano
- 1981 - Sarbel, cantante cipriota
- 1981 - Dimitar Mirakovski, ex cestista e allenatore di pallacanestro macedone
- 1981 - Ricardo Chéu, allenatore di calcio portoghese
- 1981 - Iselin Nybø, politica norvegese
- 1981 - Júlia Sebestyén, ex pattinatrice artistica su ghiaccio ungherese
- 1981 - Michael Zahnd, ex sciatore alpino svizzero
- 1982 - Dino Alberti, politico italiano
- 1982 - Alana Beard, ex cestista statunitense
- 1982 - Micol Cattaneo, ostacolista italiana
- 1982 - Anvar G'ofurov, ex calciatore uzbeko
- 1982 - Ignacio González, ex calciatore uruguaiano
- 1982 - Stanislas Guerini, politico francese
- 1982 - Brian Hamilton, ex cestista statunitense
- 1982 - Albert Miralles, ex cestista spagnolo
- 1982 - Dan Nigro, musicista, paroliere e produttore discografico statunitense
- 1982 - Johnny A. Sanchez, attore e comico statunitense
- 1982 - Ai Shibata, nuotatrice giapponese
- 1982 - Sílvia Cristina Gustavo Rocha, cestista brasiliana
- 1982 - Ol'ga Zimina, scacchista russa
- 1983 - Jean-Noël Barrot, politico francese
- 1983 - Nikola Beljić, ex calciatore serbo
- 1983 - Monica Bertini, giornalista e conduttrice televisiva italiana
- 1983 - José Carlos Fernández Piedra, ex calciatore peruviano
- 1983 - Luis Pedro Figueroa, ex calciatore cileno
- 1983 - Frank Gore, ex giocatore di football americano statunitense
- 1983 - Iveta Lutovská, modella ceca
- 1983 - Obiora Odita, ex calciatore nigeriano
- 1983 - Anahí, cantante e attrice messicana
- 1983 - María Emilia Salerni, ex tennista argentina
- 1983 - Uroš Slokar, ex cestista e allenatore di pallacanestro sloveno
- 1983 - Amber Tamblyn, attrice e scrittrice statunitense
- 1983 - Mathieu Valverde, ex calciatore francese
- 1984 - Anna Barańska, pallavolista polacca
- 1984 - Moustapha Diallo, ex calciatore senegalese
- 1984 - Luke Gregerson, giocatore di baseball statunitense
- 1984 - Kōsuke Kimura, ex calciatore giapponese
- 1984 - Branko Lazarević, ex calciatore serbo
- 1984 - Josanne Lucas, ostacolista trinidadiana
- 1984 - Olly Murs, cantautore e personaggio televisivo britannico
- 1984 - Lars Petter Nordhaug, ex ciclista su strada e mountain biker norvegese
- 1984 - Patrick Ochs, ex calciatore tedesco
- 1984 - Oh Yun-hee, schermitrice sudcoreana
- 1984 - Maksims Rafaļskis, ex calciatore lettone
- 1984 - Michael Rensing, ex calciatore tedesco
- 1984 - Nigel Reo-Coker, ex calciatore inglese
- 1984 - Oscar Rubio, calciatore spagnolo
- 1984 - Aurora Seranaj, allenatrice di calcio e ex calciatrice albanese
- 1984 - Glen Vella, cantante maltese
- 1984 - Hassan Yebda, allenatore di calcio e ex calciatore algerino
- 1984 - Mark Zuckerberg, informatico e imprenditore statunitense
- 1984 - Eder Luís de Carvalho, ex calciatore brasiliano
- 1984 - Gleison De Paula Souza, teologo brasiliano
- 1984 - Diego de Souza, ex calciatore uruguaiano
- 1984 - Kentarō Ōi, calciatore giapponese
- 1985 - Shlomi Arbeitman, ex calciatore israeliano
- 1985 - Vüqar Əsgərov, calciatore azero
- 1985 - Kurt Couto, ostacolista mozambicano
- 1985 - Lina Esco, attrice e regista statunitense
- 1985 - Robert Francois, giocatore di football americano statunitense
- 1985 - Jústinus Hansen, ex calciatore faroese
- 1985 - David Hawthorne, giocatore di football americano statunitense
- 1985 - Kei Homma, allenatore di calcio e ex calciatore giapponese
- 1985 - Michail Kuznecov, canoista russo
- 1985 - Dustin Lynch, cantautore statunitense
- 1985 - Tuimasi Manuca, calciatore figiano
- 1985 - Baptiste Martin, calciatore francese
- 1985 - Carl Nicks, ex giocatore di football americano statunitense
- 1985 - Ednerson Raymond, calciatore haitiano
- 1985 - Zack Ryder, wrestler statunitense
- 1985 - Alexander Rödiger, bobbista e pesista tedesco
- 1985 - Magdalena Saad, pallavolista polacca
- 1985 - Nicholas Sprenger, nuotatore australiano
- 1985 - Yoshiki Takahashi, ex calciatore giapponese
- 1986 - Amy Shark, cantante australiana
- 1986 - Andrea Bovo, allenatore di calcio e ex calciatore italiano
- 1986 - Josée Bélanger, ex calciatrice canadese
- 1986 - Kodjo Dadzié, calciatore togolese
- 1986 - Gilson Gomes do Nascimento, ex calciatore brasiliano
- 1986 - Rodolfo González, pilota automobilistico venezuelano
- 1986 - Richard Huckle, criminale britannico († 2019)
- 1986 - Alexandros Kalogerīs, calciatore greco
- 1986 - Kieran McKenna, allenatore di calcio nordirlandese
- 1986 - Derwin Kitchen, ex cestista statunitense
- 1986 - Anton Kobjalko, calciatore russo
- 1986 - Al'oša, cantante ucraina
- 1986 - Simon Magakwe, velocista sudafricano
- 1986 - Aaron March, snowboarder italiano
- 1986 - Clay Matthews, ex giocatore di football americano statunitense
- 1986 - Joseph Desire Mawaye, ex calciatore camerunese
- 1986 - Marco Motta, allenatore di calcio e ex calciatore italiano
- 1986 - Miljan Rakić, cestista serbo
- 1986 - Camila Sodi, attrice messicana
- 1986 - Lawrence Timmons, ex giocatore di football americano statunitense
- 1986 - Senna Ušić, ex pallavolista croata
- 1987 - Joseph Attieh, cantante libanese
- 1987 - Ginta Biku, cantante e modella lituana
- 1987 - Adrián Calello, calciatore argentino
- 1987 - Ammo, produttore discografico e musicista statunitense
- 1987 - Felipe França, nuotatore brasiliano
- 1987 - Simi Hamilton, fondista statunitense
- 1987 - Bojan Krivec, ex cestista sloveno
- 1987 - Miguel Ángel Paniagua, calciatore paraguaiano
- 1987 - Renato Carlos Martins Júnior, ex calciatore brasiliano
- 1987 - Gaj Rosič, ex giocatore di calcio a 5 sloveno
- 1987 - Aljaksej Ryas, ex calciatore bielorusso
- 1987 - Javid Samadov, baritono azero
- 1987 - Leonel Schattmann, cestista argentino
- 1987 - Ari Freyr Skúlason, ex calciatore islandese
- 1987 - Franck Songo'o, ex calciatore camerunese
- 1987 - François Steyn, rugbista a 15 sudafricano
- 1987 - Massimo Ungaro, politico italiano
- 1987 - Jussi Vasara, ex calciatore finlandese
- 1987 - Urko Vera, calciatore spagnolo
- 1987 - Massimo Volta, calciatore italiano
- 1987 - Ben Woollaston, giocatore di snooker inglese
- 1987 - Zhang Sipeng, ex calciatore cinese
- 1988 - Jayne Appel, ex cestista statunitense
- 1988 - Leon Broekhof, ex calciatore olandese
- 1988 - Niccolò Canepa, pilota motociclistico italiano
- 1988 - Mirel Çota, calciatore albanese
- 1988 - Gabriel Ebert, attore statunitense
- 1988 - Aurélien Rigaux, cestista francese
- 1988 - Sichelle, cantante norvegese
- 1988 - Nadine Sierra, soprano statunitense
- 1988 - Jessica Watkins, astronauta e geologa statunitense
- 1989 - Florencia Aguirre, pallavolista uruguaiana
- 1989 - Melinda Bam, modella sudafricana
- 1989 - Anansi, cantautore, polistrumentista e produttore discografico italiano
- 1989 - Ramiro Fergonzi, calciatore argentino
- 1989 - Stefano Giannotti, pallavolista italiano
- 1989 - Rob Gronkowski, ex giocatore di football americano statunitense
- 1989 - Martín Gómez, calciatore panamense
- 1989 - Shoja Khalilzadeh, calciatore iraniano
- 1989 - Mika Kurihara, cestista giapponese
- 1989 - Iza Lach, cantante polacca
- 1989 - Jon Leuer, ex cestista statunitense
- 1989 - Kristina Maria, cantante canadese
- 1989 - Abdil Mutalib, calciatore singaporiano
- 1989 - Alexandra Park, attrice australiana
- 1989 - Arthur Pauli, ex saltatore con gli sci austriaco
- 1989 - Mohamed Talaat, calciatore egiziano
- 1989 - Alina Talaj, ostacolista bielorussa
- 1989 - Riccardo Tonetti, ex sciatore alpino italiano
- 1989 - Julia Šimić, ex calciatrice tedesca
- 1990 - Marios Antōniadīs, ex calciatore cipriota
- 1990 - Miguel Boriba, calciatore equatoguineano
- 1990 - Jurij Bušman, calciatore ucraino
- 1990 - Stuart Carrington, giocatore di snooker inglese
- 1990 - Rafael Czichos, calciatore tedesco
- 1990 - Tanner Hawkinson, ex giocatore di football americano statunitense
- 1990 - Alexander Henningsson, calciatore svedese
- 1990 - Don Jones, giocatore di football americano statunitense
- 1990 - Kim Yun-jae, pattinatore di short track sudcoreano
- 1990 - Klingande, disc-jockey e produttore discografico francese
- 1990 - Monika Martałek, pallavolista polacca
- 1990 - Zeke Motta, giocatore di football americano statunitense
- 1990 - Gediminas Orelik, cestista lituano
- 1990 - Alans Siņeļņikovs, calciatore lettone
- 1990 - Sasha Spielberg, cantante e attrice statunitense
- 1990 - Claude Videgla, ex calciatore togolese
- 1990 - Hugues Evrad Zagbayou, calciatore ivoriano
- 1990 - Hell Raton, rapper e produttore discografico italiano
- 1991 - Ahmed El-Shenawy, calciatore egiziano
- 1991 - Lars Henrik Andreassen, calciatore norvegese
- 1991 - Lukas Dhont, regista e sceneggiatore belga
- 1991 - Lindsay Dowd, pallavolista statunitense
- 1991 - Andrés Ramiro Escobar, calciatore colombiano
- 1991 - Erica Fontes, attrice pornografica portoghese
- 1991 - Lucía Fresco, pallavolista argentina
- 1991 - Paulina Guba, pesista polacca
- 1991 - Jeff Heath, giocatore di football americano statunitense
- 1991 - Muhammed Ildiz, ex calciatore austriaco
- 1991 - Inès Jaurena, calciatrice francese
- 1991 - Igor Krmar, calciatore serbo
- 1991 - Razak Nuhu, ex calciatore ghanese
- 1991 - Ronald Powell, giocatore di football americano statunitense († 2024)
- 1991 - Óscar Ruiz Roa, calciatore paraguaiano
- 1991 - Salem Saleh, calciatore emiratino
- 1991 - Ariel Soto, calciatore costaricano
- 1991 - David Verburg, velocista statunitense
- 1991 - Davellyn Whyte, ex cestista statunitense
- 1992 - Miguel Bianconi, calciatore brasiliano
- 1992 - Tiago Cametá, calciatore brasiliano
- 1992 - Moanes Dabour, calciatore israeliano
- 1992 - Nouha Dicko, calciatore francese
- 1992 - Stanley Elbers, ex calciatore olandese
- 1992 - Milan Jirásek, calciatore ceco
- 1992 - Jake Langlois, pallavolista statunitense
- 1992 - Laya Lewis, attrice inglese
- 1992 - Maggy, modella e personaggio televisivo giapponese
- 1992 - Nava Mau, attrice, regista e sceneggiatrice messicana
- 1992 - Louis Moult, calciatore inglese
- 1992 - Pepe Pozas, cestista spagnolo
- 1992 - Giulia Reginato, calciatrice italiana
- 1992 - Hanna Skydan, martellista ucraina
- 1992 - Joshua Smith, cestista statunitense
- 1992 - Yann-Erik de Lanlay, calciatore norvegese
- 1993 - Chuma Anene, ex calciatore norvegese
- 1993 - Hugo Basto, calciatore portoghese
- 1993 - Flavio Bizzarri, nuotatore italiano
- 1993 - Anton Bratkov, calciatore ucraino
- 1993 - Luis Carrillo, cestista venezuelano
- 1993 - Miranda Cosgrove, attrice e cantante statunitense
- 1993 - James Donachie, calciatore australiano
- 1993 - Francesco Fioretti, ex danzatore su ghiaccio italiano
- 1993 - Kyle Freeland, giocatore di baseball statunitense
- 1993 - Olof K. Gustafsson, truffatore e criminale svedese
- 1993 - Youssef Kalfa, calciatore siriano
- 1993 - Derek Lunsford, culturista statunitense
- 1993 - Kristina Mladenovic, tennista francese
- 1993 - Luca Nostran, rugbista a 15 italiano
- 1993 - Kristóf Papp, calciatore ungherese
- 1993 - Addison Spruill, cestista statunitense
- 1993 - Claudio Torrejón, calciatore peruviano
- 1993 - Josecarlos Van Rankin, calciatore messicano
- 1993 - Oliver Zelenika, calciatore croato
- 1994 - Pernille Blume, ex nuotatrice danese
- 1994 - Bronte Campbell, nuotatrice australiana
- 1994 - Édison Flores, calciatore peruviano
- 1994 - Tony Gonsolin, giocatore di baseball statunitense
- 1994 - Isaac Hamilton, cestista statunitense
- 1994 - Fabian Heinle, lunghista tedesco
- 1994 - Juliette Kemppi, calciatrice finlandese
- 1994 - Marquinhos, calciatore brasiliano
- 1994 - Giulio Perini, cestista italiano
- 1994 - Dennis Praet, calciatore belga
- 1994 - Gilles Roulin, ex sciatore alpino svizzero
- 1994 - Sebastian Schönberger, ex ciclista su strada austriaco
- 1994 - Manōlīs Siōpīs, calciatore greco
- 1994 - Matteo Tambone, cestista italiano
- 1994 - Jüri-Mikk Udam, canottiere estone
- 1994 - Elijah Wilson, cestista statunitense
- 1995 - Nicat Abbasov, scacchista azero
- 1995 - Mattia Aramu, calciatore italiano
- 1995 - Sunday Abalo, calciatore nigeriano
- 1995 - Lasha Dvali, calciatore georgiano
- 1995 - Godswill Ekpolo, calciatore nigeriano
- 1995 - Kelly Gale, supermodella svedese
- 1995 - Emmanuel Hackman, calciatore ghanese
- 1995 - Jenelle Jordan, pallavolista statunitense
- 1995 - Rose Lavelle, calciatrice statunitense
- 1995 - Aerozen, rapper rumeno
- 1995 - Thomas Wilder, cestista statunitense
- 1995 - Kofi Yeboah, calciatore ghanese
- 1995 - Bernardo Fernandes da Silva Junior, calciatore brasiliano
- 1996 - Cole Bennett, regista statunitense
- 1996 - Realdo Fili, calciatore albanese
- 1996 - Martin Garrix, disc jockey, musicista e produttore discografico olandese
- 1996 - Justine Ghekiere, ciclista su strada belga
- 1996 - Maksym Hrys'o, calciatore ucraino
- 1996 - Daniel Jensen, tuffatore norvegese
- 1996 - Filip Lesniak, calciatore slovacco
- 1996 - Elvir Maloku, calciatore croato
- 1996 - Brian Peavy, giocatore di football americano statunitense
- 1996 - Nevell Provo, ex cestista canadese
- 1996 - Ivan Prtajin, calciatore croato
- 1996 - Dejana Radanović, tennista serba
- 1996 - Jenna Rosenthal, pallavolista statunitense
- 1996 - Jack Singleton, rugbista a 15 inglese
- 1997 - Stojčo Atanasov, calciatore bulgaro
- 1997 - Manushi Chhillar, modella indiana
- 1997 - Joel Fameyeh, calciatore ghanese
- 1997 - Sergio González Martínez, calciatore spagnolo
- 1997 - Kristijan Jakić, calciatore croato
- 1997 - Matúš Kuník, calciatore slovacco
- 1997 - Jean Patric, calciatore brasiliano
- 1997 - Oksana Livač, lottatrice ucraina
- 1997 - Stefan Posch, calciatore austriaco
- 1997 - Alessia Praz, allenatrice di ginnastica e ex ginnasta italiana
- 1997 - Raimundo Rebolledo, calciatore cileno
- 1997 - Matteo Sobrero, ciclista su strada italiano
- 1997 - Radka Stašová, cestista slovacca
- 1997 - Giorgi Sulava, lottatore georgiano
- 1997 - Zak Vyner, calciatore inglese
- 1997 - Rúben Dias, calciatore portoghese
- 1998 - Laura Asencio, ciclista su strada francese
- 1998 - Alexandr Belousov, calciatore moldavo
- 1998 - Marko Božić, calciatore austriaco
- 1998 - Claudia Provaroni, pallavolista italiana
- 1998 - Aaron Ramsdale, calciatore inglese
- 1999 - Michael Baidoo, calciatore ghanese
- 1999 - Malcolm Barcola, calciatore francese
- 1999 - Giulio Masotto, ciclista su strada e pistard italiano
- 1999 - Deon Moore, calciatore guyanese
- 1999 - Selma Poutsma, pattinatrice di short track francese
- 1999 - Adrián Sánchez, calciatore argentino
- 1999 - Esther Valding, attrice francese
- 1999 - Luan Vinicius da Silva Santos, calciatore brasiliano
- 2000 - Firas Al-Buraikan, calciatore saudita
- 2000 - José Gragera, calciatore spagnolo
- 2000 - Jordan Howden, giocatore di football americano statunitense
- 2000 - Mayu Ishikawa, pallavolista giapponese
- 2000 - David Mach, combinatista nordico tedesco
- 2000 - Madlen Radukanova, ginnasta bulgara
- 2000 - Haroun Tchaouna, calciatore ciadiano
- 2000 - Dylan Teves, calciatore statunitense
- 2000 - Ilan Van Wilder, ciclista su strada belga
- 2000 - Elīna Ieva Vītola, slittinista lettone

## XXI secolo(35)
- 2001 - Jalen Bridges, cestista statunitense
- 2001 - Matteo Gatti, sciatore alpino sanmarinese
- 2001 - Bryan Limbombe, calciatore belga
- 2001 - Hélder Morim, calciatore portoghese
- 2001 - Filippo Ranocchia, calciatore italiano
- 2001 - Juliette Sébastien, speedcuber francese
- 2001 - Filip Wahlqvist, sciatore alpino norvegese
- 2001 - Ayman Yahya, calciatore saudita
- 2001 - Lithierry, calciatore brasiliano
- 2002 - Huub Artz, ciclista su strada e ciclocrossista olandese
- 2002 - Esperança Cladera, velocista spagnola
- 2002 - Zach Edey, cestista canadese
- 2002 - Ine Haugland, sciatrice alpina norvegese
- 2002 - Øyvind Kirkhus, snowboarder norvegese
- 2002 - Kristoffer Lund, calciatore danese
- 2002 - Brian Mansilla, calciatore uruguaiano
- 2002 - Ryan Carlos Santos de Sousa, calciatore brasiliano
- 2002 - Mariam Shengelia, cantante georgiana
- 2003 - Mohamed Dhaoui, calciatore tunisino
- 2003 - Joaquín Gho, calciatore argentino
- 2003 - Alan Minda, calciatore ecuadoriano
- 2003 - Sofija Nadyršina, snowboarder russa
- 2003 - Shiloh 't Zand, calciatore olandese
- 2004 - Ayoub Amraoui, calciatore marocchino
- 2004 - Yves Missi, cestista camerunese
- 2004 - Saliou Niang, cestista senegalese
- 2004 - Kōta Tawaratsumida, calciatore giapponese
- 2004 - Gonzalo Trindade, calciatore argentino
- 2004 - Klára Ulrichová, saltatrice con gli sci ceca
- 2005 - Ilyes Housni, calciatore marocchino
- 2005 - Amadou Koné, calciatore ivoriano
- 2005 - Alieu Njie, calciatore svedese
- 2006 - Linda Manfredini, pallavolista italiana
- 2006 - Samuel Ogazi, velocista nigeriano
- 2007 - Zhang Zhanshuo, nuotatore cinese